# L'Estanc de Dalt
L'Estanc de Dalt és una obra de Vilassar de Dalt (Maresme) protegida com a Bé Cultural d'Interès Local.

## Descripció
Casa de planta baixa i dos pisos amb coberta a dos vessants i carener paral·lel a la façana. Els brancals, les llindes i els ampits de les portes i la finestra de la planta primera són de carreus. La planta segona és afegida. També s'ha practicat una nova porta a la planta baixa per accedir a l'habitatge de les plantes superiors.
Els motius pintats de la façana són del segle xix.